# Paul Day
Paul Mario Day (Londres, 19 de abril de 1956 – Newcastle, 29 de julho de 2025) foi um cantor britânico, conhecido por ter sido o primeiro vocalista da banda de heavy metal Iron Maiden, com a qual atuou entre 1975 e 1976. Posteriormente, integrou outras bandas do cenário do rock e metal, como o More — que se apresentou no festival Monsters of Rock em 1981 — e o Wildfire, do qual foi vocalista entre 1983 e 1984. Em 1986, participou da banda de glam rock Sweet, ao lado dos membros originais Andy Scott e Mick Tucker.
Entre suas principais influências musicais estavam bandas como The Beatles, Queen, Deep Purple, Yes, Black Sabbath, Led Zeppelin, Judas Priest, Van Halen, Faith No More, Soundgarden, Alice in Chains, Gary Moore e Rush.

## Carreira
Paul Day começou a cantar em 1972, e com apenas 19 anos fez parte da primeira formação do Iron Maiden, ficando por cerca de seis meses, entre 1975 a 1976. Seu primeiro show foi em um salão de igreja para cerca de 20 pessoas. Os outros integrantes no tempo eram Steve Harris (baixo), Terry Rance (guitarra), Dave Sullivan (guitarra) e Ron Matthews (bateria).
Segundo Paul, a sua primeira composição foi "Strange World" (escrita antes de entrar no Maiden), e lançada no primeiro álbum da banda, sem jamais ser creditada a ele. E de acordo com Steve Harris, no DVD Iron Maiden "Early Days", Paul Day foi despedido da banda por não ter carisma suficiente para o posto de vocalista, apesar de ter uma bela voz. Foi substituído por Dennis Wilcock nos vocais do Iron Maiden.
Após ser demitido do Iron Maiden, se juntou em 1978 a outra banda clássica da New Wave of British Heavy Metal (NWOBHM), o More, gravando em 1981 o primeiro álbum Warhead. Chegaram a tocar ao lado de bandas como Samson, Saxon, Def Leppard, Black Sabbath, Krokus, Angel Witch, Motörhead, AC/DC, Foreigner, Whitesnake, e ironicamente fizeram uma turnê de três meses ao lado do Maiden. Numa entrevista, Paul declarou que na turnê tudo saiu bem e que guarda boas lembranças. Mas ele acabou saindo da banda, devido a divergências com a gravadora.
Logo entrou no Wildfire, lançando dois álbuns, Brute Force and Ignorance (1983) e Summer Lightning (1984).
Após seu auge, em 1985 entrou no Sweet, clássica banda de glam rock da década de 1970 e gravou somente o ao vivo Live at the Marquee, em 1986, sendo lançado em 1989.
Após muitos anos afastado da música, Paul Day, morando em Newcastle, Austrália (desde 1986), fez parte de uma banda local chamada Gringos em 2006, e de outra chamada Defaced, em 2008 — ambas tocavam covers. Em 2009, juntou-se à banda Crimzon Lakes e gravou em 2011 um EP autointitulado, provavelmente a sua última gravação, visto que um ano depois a banda anunciou a aposentadoria do vocalista. Porém, alguns anos depois, participou de alguns shows com outros dois ex-vocalistas do Iron Maiden: Paul Di'Anno e Blaze Bayley.
Paul Day morreu no dia 29 de julho de 2025, aos 69 anos, por complicações de um câncer em estágio avançado.